# Сухопутные войска Турции
Сухопутные войска Турции (тур. Türk Kara Kuvvetleri) — основной и самый многочисленный вид в составе Вооружённых сил Турции. Современная история СВ Турецкой Республики началась после распада Османской империи в греко-турецкой войне. После её окончания, наиболее значительные события состояли из ограниченного участия в Корейской войне и вторжения на Кипр в 1974 году. Армия занимает доминирующее место в Вооружённых силах. Обычно начальником Генерального штаба Турецкой Республики становится бывший командующий Сухопутными войсками. Турецкая армия, вместе с флотом и авиацией, вмешивается в политику страны через Совет национальной безопасности, являющийся институционализированным оформлением этого явления.
По подсчётам Международного института стратегических исследований в 2018 году Сухопутные войска Турецкой Республики насчитывали 260 тысяч военнослужащих. Что значительно уступает уровню 2010 года, когда численность СВ составляла 402 000 военнослужащих.
Армия разделена на 4 полевые армии и 9 армейских корпусов.

## Структура
Сухопутные войска (Türk Kara Kuvvetleri) подчинены главнокомандующему СВ. Организационно бо́льшая часть соединений и частей СВ сведена в 5 оперативных объединений: полевые армии и оперативную группировку в турецкой части Кипра. Основу сил на 2018 год составляют: 1 бронетанковая, 2 механизированные, 1 мотопехотная дивизии, 7 бронетанковых, 14 механизированных и 11 мотопехотных бригад.
Сухопутные войска Турции являются основным видом вооружённых сил страны (260 200 чел. — 73 % от общей численности ВС) и предназначены для обеспечения:
а) внутренней и внешней безопасности, защиты и обороны национальной территории, ведения боевых действий в составе ОВС НАТО, а также для участия в миротворческих и гуманитарных операциях ООН;
б) защиты национальных интересов страны путём решения оперативно-стратегических задач самостоятельно или во взаимодействии с национальными ВВС и ВМС, а также войсками союзников, преимущественно на Кавказском, Балканском и Ближневосточном стратегических направлениях.
В отличие от других видов ВС только сухопутные войска могут решать боевые задачи по захвату или освобождению территории и установлению непосредственного, продолжительного и всестороннего контроля над ней, а также ресурсами и населением противника. Они обладают достаточной мобильностью и способны вести длительные военные (боевые) действия на различной местности, независимо от времени года и суток.
Сухопутные войска рассматриваются турецким военно-политическим руководством в качестве главной ударной силы в региональных (локальных) конфликтах.
Их основной задачей в конфликтах определённой степени интенсивности (высокой, средней и низкой) в обычных войнах будет разгром противника и овладение его территорией. Достигается это, путём проведения различных по масштабу наступательных операций в сочетании с оборонительными действиями во взаимодействии с тактической авиацией и поддерживающими силами флота.
Непосредственное руководство осуществляет командующий сухопутными войсками (штатная категория — армейский генерал) через свой штаб. Начальник штаба СВ руководит штабом, отвечает за боевую готовность войск (сил), планирование, расчёт сил и средств, определение бюджета и потребностей в вооружении и военной технике, оперативную и боевую подготовку объединений, соединений и частей. Кроме того, он осуществляет взаимодействие с стратегическим командованием ОВС НАТО «Юг», а также гражданскими министерствами и ведомствами.
Сухопутные войска Турции имеют в своём составе все основные рода войск и служб.
К родам войск относятся в основном части и подразделения, которые непосредственно ведут боевые действия или выполняют задачи боевого обеспечения. Рода войск подразделяются на боевые и боевого обеспечения.
К боевым родам войск относятся пехота, бронетанковые войска, полевая артиллерия, войсковая ПВО, армейская авиация.
Рода войск боевого обеспечения включают военную разведку, силы специальных операций, инженерные войска, войска связи, химические войска и военную полицию.
К службам относятся части и подразделения, которые выполняют задачи по материально-техническому, административному и специальному обеспечению. Службы подразделяются на основные и специальные.
Основными службами являются артиллерийско-техническая, транспортная, финансовая, квартирмейстерская, административная.
Специальными службами являются медицинская, военно-юридическая и т. д.
В составе сухопутных войск имеются: полевых армий — 4, армейских корпусов — 8 (в том числе шесть — в составе полевых армий), три командования (армейской авиации, учебное и доктрин сухопутных войск, тыла). Всего в них насчитывается дивизий — 7, отдельных бригад — 38, отдельных полков — 6, более десяти командований гарнизонов, части и подразделения боевого и материально-технического обеспечения.
На вооружении сухопутных войск состоят: пусковые установки оперативно-тактических ракет — 36; боевые танки — ок. 4000; орудия ПА, миномёты и РСЗО — св. 6000; противотанковые средства — ок. 4000 (ПТРК — ок. 1500, орудия ПТА — ок. 2500); ПУ ЗУР — 105; ПЗРК — ок. 1500; боевые бронированные машины — св. 5000; самолёты и вертолёты армейской авиации — ок. 500.

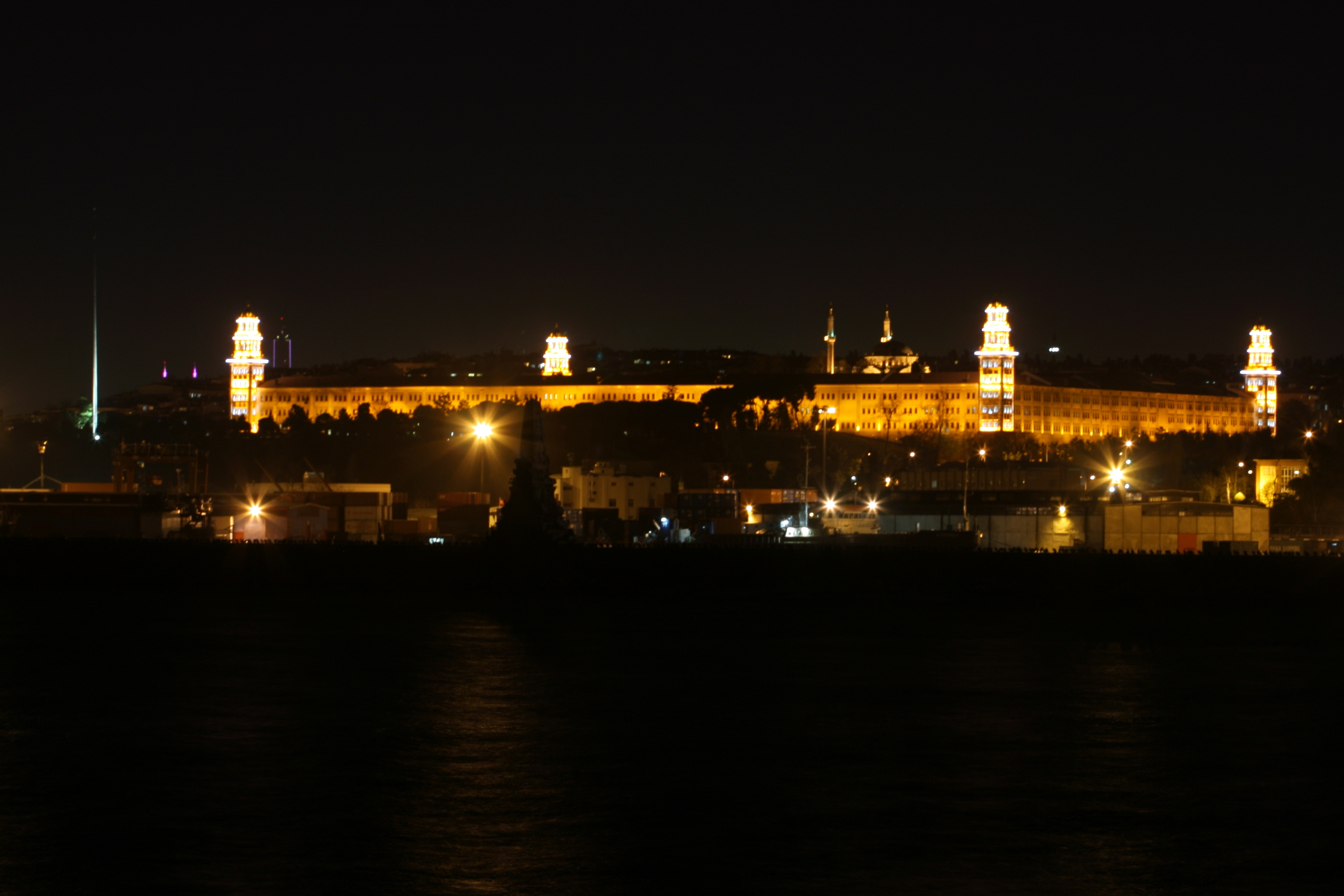
Казармы Селимие (1828) в Стамбуле, ныне штаб Первой армии турецких сухопутных войск

В целях своевременного выполнения планов стратегического развертывания, обеспечивающего создание необходимого соотношения сил и средств в угрожаемый период и с началом военных (боевых) действий, а также формирования и подготовки резервов в ходе войны, в Турции действует система призыва резервистов по территориальному принципу.
Основной базой для развертывания сухопутных войск являются отдельные пехотные бригады и учебные соединения. Предусматривается на базе каждой из имеющихся однородных соединений (частей) развернуть три части. Вооружение и военная техника для новых частей хранится на складах соединений и командований гарнизонов (базах хранения.)
Всего к М30 сухопутные войска могут иметь: личного состава — свыше 1,1 млн человек, дивизий — 11, развернуть дополнительно до 30 отдельных бригад, до 5 отдельных полков.
Численность военно-обученного резерва Турции для сухопутных войск (2,7 млн человек) позволяет к М90 дополнительно сформировать ещё 25-30 соединений и частей и довести их общее количество дивизий до 120, а общее количество личного состава сухопутных войск — до 2-2,5 млн человек.
Вместе с тем развертывание новых соединений после М30 будет ограничиваться запасами ВВТ. Имеющиеся в настоящее время запасы позволяют развернуть к М60 ещё девять соединений, но без танкового и артиллерийского вооружений.
В сухопутных войсках продолжается выполнение плана их реорганизации и совершенствования структуры соединений и частей. Его основной целью является оптимизация организационно-штатной структуры сухопутных войск, повышение мобильности, ударной и огневой мощи соединений и частей, усиление войсковой ПВО при поэтапном сокращении численности личного состава, повышение тактической и оперативной управляемости за счёт совершенствования системы управления войсками и оружием.
По завершении плана реорганизации и совершенствования структуры соединений и частей сухопутных войск в их составе по штатам мирного времени планируется иметь: около 360 тысяч офицеров и солдат, четыре армии, семь армейских корпусов, около 50 отдельных бригад.
На их вооружении будут находиться более 4000 танков, около 6500 ББМ (включая и БМТВ), до 150 ударных вертолётов, около 7000 орудий полевой артиллерии и миномётов, другая современная боевая техника.
Значимость данного вида ВС обусловлена особенностью геополитического положения государства, продолжающимися боевыми действиями с курдскими незаконными вооружёнными формирования в юго-восточных районах Турции и курдским ополчением на территории Сирии и Ирака, наличием острых политических проблем во взаимоотношениях практически со всеми соседями, обладающими значительным военным потенциалом.
Непосредственное руководство сухопутными войсками осуществляет командующий, который назначается Высшим военным советом Турции и утверждается президентом страны. Он подчиняется начальнику генерального штаба и несёт ответственность за строительство, комплектование, боевую подготовку и материально-техническое обеспечение сухопутных войск. Руководство подчинёнными формированиями командующий осуществляет через штаб СВ (Анкара). В военное время в оперативное подчинение ему передаются сухопутный и пограничный компоненты жандармских войск.
Структура и задачи полевых армий и армейских корпусов зависят от их оперативного предназначения, районов дислокации и направлений вероятного применения. Наиболее боеспособным и технически оснащённым является 3 АК 1 ПА, на базе которого планируется формировать турецкий армейский корпус быстрого развертывания ОВС НАТО (штаб — Стамбул).
Основными тактическими соединениями являются дивизии и бригады. Типовая структура мотопехотной и механизированной дивизий включает три мотопехотных (механизированных) полка (бригады), бронетанковой дивизии — три бронетанковых бригады, которые имеют в своём составе до 10 общевойсковых (пехотных, мотопехотных, механизированных, бронетанковых) батальонов. На вооружении мд (мпд) имеется: 150—250 боевых танков (бртд — 340); до 300 ББМ (бртд — 400); до 200 артиллерийских систем (бртд — 290); до 200 противотанковых средств (бртд — до 100); до 150 зенитных средства.
Наиболее боеспособные отдельные механизированные и бронетанковые бригады имеют в своём составе по 5 батальонов, на вооружении которых находятся 57-200 основных боевых танков, 300—100 ББМ, 60-70 орудий и миномётов, 40-60 противотанковых и 40 зенитных средств.
Командование армейской авиации (АА) сформировано в 2003 году и предназначено для непосредственной авиационной поддержки и обеспечения боевых действий сухопутных войск. Командованию подчинены четыре полка АА, авиатранспортная группа, училище и учебный центр АА, командование тылового обеспечения и управление социальных объектов.
Территориально полки АА расположены в зонах ответственности каждой из четырёх полевых армий и применяются в их интересах, а также используются для поддержки и обеспечения сил специальных операций ГШ Турции.
Командование учебное и доктрин СВ включает учебное командование боевых подразделений и подразделений боевого обеспечения (в том числе учебные бртд и отдельные бригады), учебное командование по подготовке специалистов тыловых подразделений, учебную пехотную дивизию, командование школ и полигон СВ. Командованию подчинены военные училища и школы родов войск, лицеи и курсы подготовки и переподготовки военных кадров и младших специалистов.
Командование тыла СВ объединяет четыре функциональных командования (снабжения, ремонта, складов боеприпасов, транспортное), бригаду обеспечения гуманитарных операций и другие вспомогательные структуры. Командование решает задачи по всестороннему обеспечению действий СВ, ремонту вооружения и военной техники. Для этого в составе командования имеются автомобильный полк перевозки тяжелой техники, 15 ремонтных центров, семь центров снабжения и другие специализированные формирования.
На вооружении сухопутных войск состоят: пусковые установки тактических ракет — 36; боевые танки — около 3600; боевые бронированные машины — более 5000; орудия ПА, миномёты и РСЗО — более 5500; противотанковые средства — 3800; ПУ ЗУР — 300, ПЗРК — 1500; армейской авиации: самолёты — 86; вертолёты — 355 (ударные — 54), БЛА — 40.

### Полевые формирования
| - 4-й армейский корпус (отдельный) (Анкара) - 1-я механизированная дивизия (Сивас) - 9-я бронетанковая бригада (Сивас) - 5-я механизированная бригада (Сивас) - 22-я механизированная бригада (Токат) - 28-я механизированная бригада (Чанкыры) - 38-я моторизированная бригада (Mamak) - 56-я моторизированная бригада (Эсентепе, Самсун) - 58-я артиллерийская бригада (Полатлы) - 1-я бригада специального назначения (Талас) - 2-я бригада специального назначения (Болу) - Группа турецких войск на Северном Кипре (отдельный корпус) - 28-я пехотная дивизия (Ассия) - 39-я пехотная дивизия (Миртоу) - 14-я бронетанковая бригада (Ассия, с танками M48 Patton.) - 49-й полк специального назначения - 41-й полк специального назначения - 109-й артиллерийский полк - Полк армейской авиации Кипра - 190-й батальон морской пехоты - Группа тыловой поддержки - 1-я полевая армия (Стамбул) - 2-й армейский корпус (Гелиболу, Чанаккале) - 4-я механизированная бригада (Кешан) - 8-я механизированная бригада (Текирдаг) - 18-я механизированная бригада (Чанаккале) - 95-я бронетанковая бригада (Малкара) - 102-й артиллерийский полк (Узункёпрю) - Отдельный инженерно-сапёрный полк (Гелиболу) - 3-й армейский корпус (Шишли, Стамбул) - 52-я бронетанковая дивизия (Хадымкёй, Стамбул) - 2-я бронетанковая бригада (Картал) - 3-я бронетанковая бригада (Черкезкёй) - 66-я механизированная бригада (Стамбул) - 23-я мотопехотная дивизия (Хасдал, Стамбул) - 6-й мотопехотный полк (Хасдал, Стамбул) - 23-й мотопехотный полк (Самандра, Стамбул) - 47-й мотопехотный полк (Метрис, Стамбул) - 5-й армейский корпус (Чорлу, Текирдаг) - 1-я бронетанковая бригада (Бабаэски) - 54-я механизированная бригада (Эдирне) - 55-я механизированная бригада (Сюльоглу) - 65-я механизированная бригада (Люлебургаз) - Бронекавалерийский (танковый) батальон (Улаш) - 105-й артиллерийский полк (Чорлу) - Отдельный инженерно-сапёрный полк (Пынархисар) - 15-я пехотная дивизия (Картепе, Измит) - 2-я полевая армия (Малатья) - 6-й армейский корпус (Адана) - 5-я бронетанковая бригада (Газиантеп) - 39-я механизированная бригада (Искендерун) - 106-й артиллерийский полк (Ислахие) - 7-й армейский корпус (Диярбакыр) - 3-я пехотная дивизия (Юксекова) - 34-я пограничная бригада (Шемдинли) - 16-я механизированная бригада (Диярбакыр) - 20-я механизированная бригада (Шанлыурфа) - 70-я механизированная бригада (Мардин) - 172-я бронетанковая бригада (Силопи) - 2-я мотопехотная бригада (Лидже) - 6-я мотопехотная бригада (Акчай) - 3-я бригада специального назначения (Сиирт) - 107-й артиллерийский полк (Сиверек) - Хаккярийская горная бригада СпН (Хаккяри) - 3-я полевая армия (Эрзинджан) - 8-й армейский корпус (Элязыг) - 1-я механизированная бригада (Догубаязит) - 12-я механизированна бригада (Агн) - 10-я мотопехотная бригада (Татван) - 34-я мотопехотная бригада (Патнос) - 49-я мотопехотная бригада (Бингёль) - 51-я мотопехотная бригада (Хозат) - 4-я бригада специального назначения (Тунджели) - 108-я артиллерийский полк (Эрджиш) - 17-я мотопехотная бригада (Киги) - 9-й армейский корпус (Эрзурум) - 4-я бронетанковая бригада (Паландёкен) - 14-я механизированная бригада (Карс) - 25-я механизированная бригада (Ардахан) - 9-я мотопехотная бригада (Сарыкамыш) - 48-я мотопехотная бригада (Трабзон) - 109-й артиллерийский полк (Эрзурум) | - Эгейская армия (Измир) - Командование гарнизона Измира - Дивизия тылового обеспечения (Балыкесир) - 19-я пехотная бригада (Эдремит) - 7-я бригада специального назначения (Сакарья) - 11-я бригада специального назначения (Денизли) - 57-я артиллерийская бригада (Измир) - Полк специального назначения гарпунов (Мугла) - Школа частей специального назначения (Ыспарта) - Центр подготовки спецназа (Бодрум/ Мугла) - Центр подготовки спецназа (Фоча/ Измир) - Командование военной доктрины и военной подготовки (Анкара) - Командование боевой подготовки и боевой поддержки (Анкара) - Пехотное училище (Тузла) - Танковая школа (Серефликочисар, Анкара) - Артиллерийское и ракетное училище (Полатлы) - Школа армейской авиации (Испарта) - Школа и учебный центр противовоздушной обороны (Конья) - Школа и учебный центр электронных информационных систем связи (Мамак) - Инженерная школа и учебный центр (Нарлидере) - Школа и учебный центр горных стрелков и коммандос (Эгирдир) - Школа и учебный центр химических биологических радиологических и ядерных исследований Вооруженных сил Турции (Конья) - Центр боевой подготовки в условиях глубокого снега и сильного холода (Карс) - Командование подразделения подготовки стрелков и экспертов по стрельбе - Учебное командование тыловой поддержки (Коджаэли (ил)\|Коджаэли) - Полевая медицинская школа и учебный центр (Самсун) - Школа технического обслуживания, обслуживания боеприпасов и учебный центр (Балыкесир) - Школа снабжения, финансов и учебный центр (Малтепе) - Транспортная школа и учебный центр (Газиэмир) - Военная ветеринарная школа и учебный центр (Гемлик) - Учебная дивизия (Анкара (ил)\|Этимесгут) - 1-я учебная пехотная бригада (Маниса) - 3-я учебная пехотная бригада (Анталья) - 5-я учебная пехотная бригада (Сивас) - 15-я учебная пехотная бригада (Амасья) - 59-я учебная артиллерийская и ПВО бригада (Эрзинджан) - Школы - Школа подготовки администраторов и инструкторов (Анкара) - Языковая школа сухопутных войск (Санджактепе) - Командование тылового обеспечения сухопутных войск (Кечыёрен, (Анкара)) - Командование снабжения (Афьонкарахисар) - Командование боеприпасов (Кырыккале) - 1-й Главный центр технического обслуживания - 2-й Главный центр технического обслуживания - 5-й Главный центр технического обслуживания - 6-й Главный центр технического обслуживания - 8-й Главный центр технического обслуживания - 45-й центр технического обслуживания - 53-й центр технического обслуживания (Эрзинджан) - Главный склад боеприпасов - 14-й Центр снабжения - 31-й Центр снабжения - Поисково-спасательный батальон при стихийных бедствиях (Анкара) - Турецкая военная академия (Анкара) - Командование армейской авиации (вертолёты и БПЛА) - Генеральный штаб армейской авиации (авиабаза «Гюверджинлик», Анкара) - Командование специальной авиации - Электронная служба - Картографическая служба - Служба БПЛА (авиабаза «Батман») - Командование армейской авиации - Школа армейской авиации (авиабаза «Гюверджинлик») - 5-й главный центр технического обслуживания - 1-й полк армейской авиации (авиабаза «Гюверджинлик») - 2-й полк армейской авиации (аэропорт «Малатья Эрхач») - 3-й полк армейской авиации (авиабаза «Газемир», Измир) - 4-й полк армейской авиации (авиабаза «Самандра», Стамбул) - 7-я группа армейской авиации (Диярбакырский аэропорт) |

В оперативном подчинении командующих армиями находятся шесть отдельных артиллерийских полков и четыре полка армейской авиации.
Непосредственно ГК СВ подчинены два пехотных полка (23-й и 47-й), силы специальных операций в составе 5 бригад «коммандос» и отдельных армейских полков СН (имеются во 2-й и 4-й полевых армиях) через командование специальных операций. Через командование армейской авиации ему подчиняются четыре полка армейской авиации. Недавно в непосредственном подчинении главкома СВ появилась бригада «гуманитарной помощи».

### Подготовка
Подготовка специалистов СВ проходит в учебных соединениях и учебных центрах:
- 1-я, 3-я, 5-я и 15-я учебные пехотные бригады;
- 59-я учебная артиллерийская бригада (Эрзинджан);
- учебный центр бронетанковых войск (Этимесгут).

Лица, призванные на действительную службу и предназначенные для замещения должностей младших командиров, направляются в учебные части, соединения и центры подготовки сержантского и унтер-офицерского состава. В сухопутных войсках такая подготовка возлагается на учебное командование Эгейской (4-й) Полевой армии. Сержантский и унтер-офицерский состав представлен двумя категориями — срочной и сверхсрочной службы. Готовят унтер-офицеров на специальных отделениях при военных училищах родов войск в течение 2—3 лет. Комплектуются эти отделения на добровольных началах солдатами и матросами срочной службы, имеющими среднее образование, а также выпускниками подготовительных унтер-офицерских школ, в которые принимаются лица в возрасте 14—16 лет, окончившие начальную школу и имеющие полное среднее образование. Минимальный срок службы унтер-офицеров — 15 лет.
Наиболее высокий уровень отбора предусматривается при комплектовании кадрового офицерского состава. Это достигается посредством добровольного поступления юношей в военные училища и комплекса проверок политической благонадёжности, что позволяет формировать офицерский корпус преимущественно из высокообразованных слоев населения. Подготовка офицеров ведётся в военно-учебных заведениях, к которым относятся лицеи (военные гимназии и прогимназии — примерный аналог российских суворовских училищ), высшие училища видов вооружённых сил, средние училища родов войск и военные академии. Офицеров также готовят на военных факультетах гражданских высших учебных заведений.
Средние военно-учебные заведения родов войск и служб (пехотные, бронетанковое, ракетное, артиллерийское, разведывательное, иностранных языков, технические, интендантское, связи, коммандос) готовят офицеров низшего звена — командиров взводов, групп, рот и батарей.
Основным звеном в подготовке офицерских кадров СВ является высшее училище «Кара харп окулу» (Kara harp okulu). В этом военно-учебном заведении будущие офицеры получают высшее общее и среднее военное образование. Срок обучения — 4 года. После окончания училища выпускникам присваивается звание «лейтенант». Далее выпускники, как правило, направляются на один — два года в училища родов войск и служб.
В военную академию СВ принимаются только офицеры — выпускники военных училищ в званиях старший лейтенант — майор, прослужившие в войсках не менее трёх лет. Срок обучения — 2 года. Слушателями Академии вооружённых сил могут стать лишь выпускники академий видов вооружённых сил. Их готовят для работы в аппарате Министерства обороны, в Генеральном штабе, в объединённых штабах НАТО, в штабах звена дивизия — армия. Срок обучения — пять месяцев. Наряду с военными училищами существует сеть курсов для переподготовки офицеров по родам войск. Часть офицеров проходят переподготовку за границей, главным образом в США и ФРГ.
Оперативная и боевая подготовка (ОБП) вооружённых сил Турецкой Республики организуется и проводится в соответствии с планами учебно-боевой деятельности ОВС НАТО, национальной военной доктриной, а также директивными документами генерального штаба и штабов видов вооружённых сил.
Активная внешнеполитическая деятельность руководства Турции по подготовке к вступлению страны в Евросоюз, а также пересмотр доктринальных взглядов на вероятность и возможный характер войны в современных условиях обусловили частичное изменение планов оперативной и боевой подготовки вооружённых сил ТР.
Существенное влияние на ход и характер ОБП ВС Турции оказывают нестабильность обстановки в Сирии и Ираке, а также вооружённые акции формирований Рабочей партии Курдистана (РПК) в Юго-Восточной Анатолии Турции. В целях нейтрализации деятельности боевиков РПК проводятся совместные мероприятия соединений и частей 7 АК сухопутных войск и жандармского корпуса безопасности. Поддержку им оказывает истребительно-бомбардировочная и разведывательная авиация 2 ТАК ВВС Турции.

### Организация
Основным тактическим соединением в Сухопутных войсках Турции является бригада. В 2018 году в составе СВ находилось 7 бронетанковых, 14 механизированных и 11 мотопехотных бригад. Как правило, бригады напрямую подчиняются армейскому корпусу или входят в состав дивизий.
Организация механизированной бригады (численность около 5000 человек при наличии 3-х механизированных батальонов):
- управление и штаб;
- 2—4 механизированных батальона;
- танковый батальон;

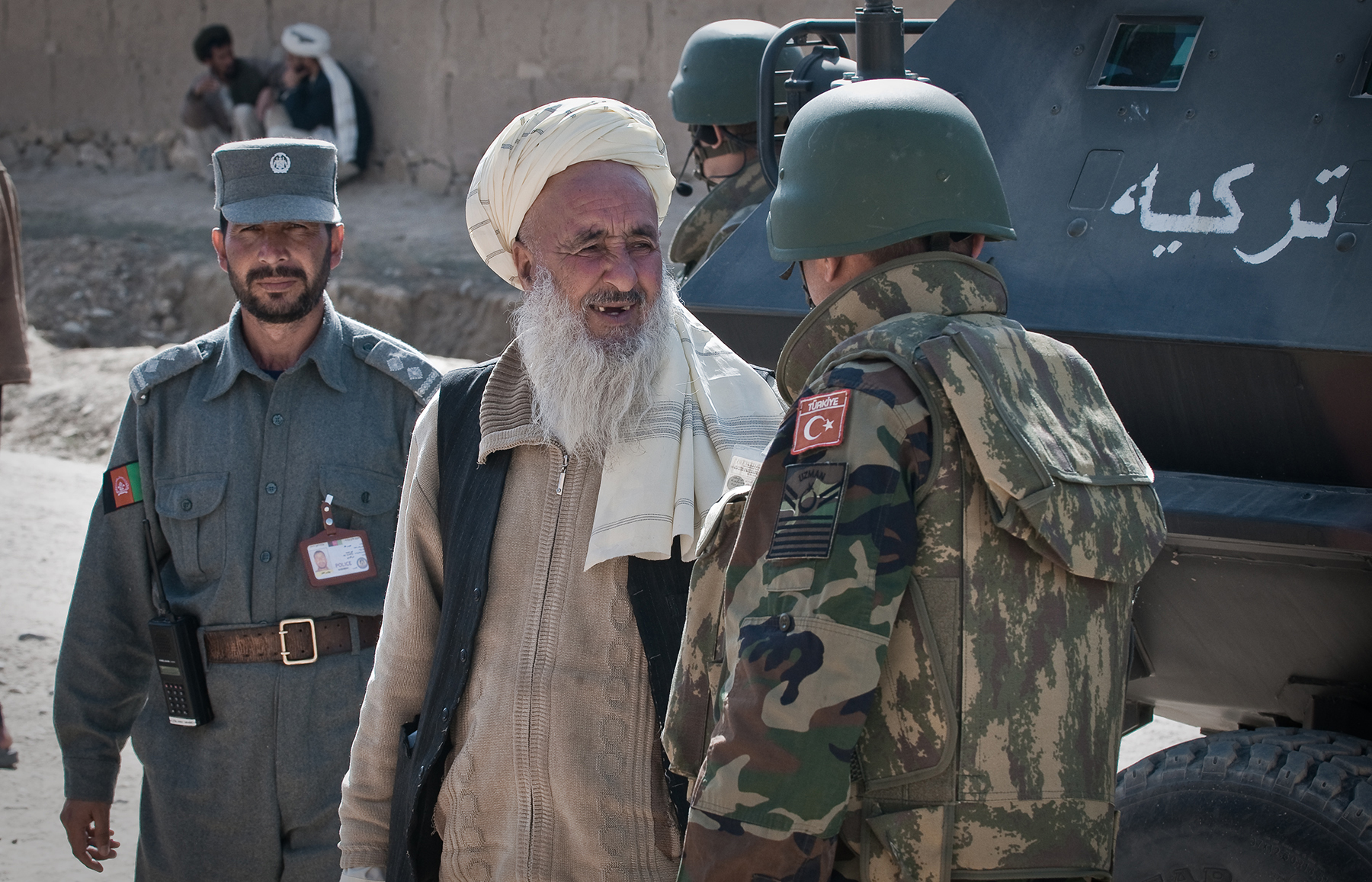
Турецкие солдаты в Афганистане. 2010 год

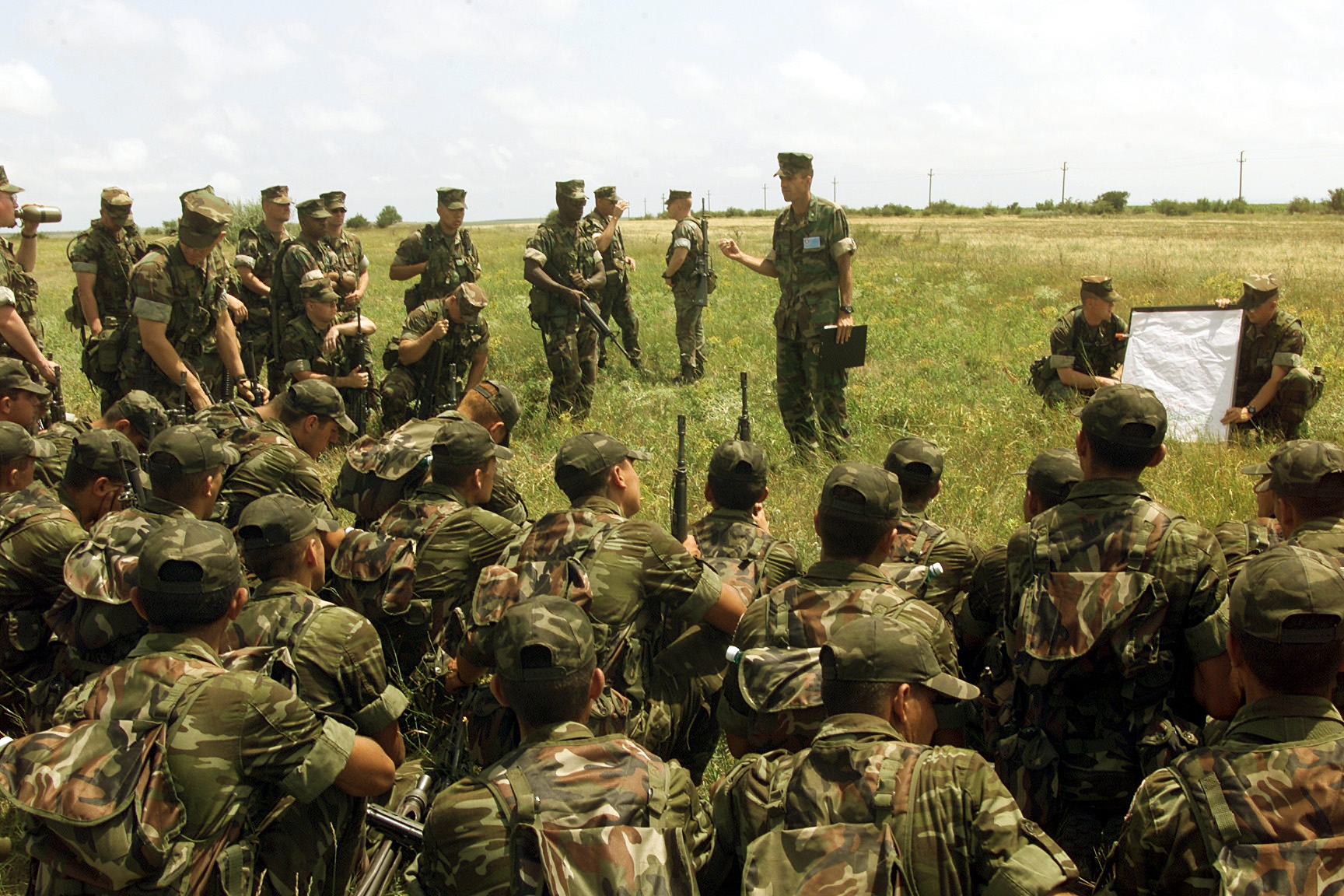
Морпехи из 25-го полка морской пехоты США вместе с турецкими военными участвуют в румынских учениях Exercise Rescue Eagle 2000 по борьбе с толпами 12 июля 2000 года.

- самоходный артиллерийский дивизион;
- зенитный дивизион;
- противотанковый дивизион;
- разведывательная рота;
- инженерно-сапёрная рота;
- рота связи;
- рота РХБ защиты;
- рота материального обеспечения;
- ремонтная рота;
- медицинская рота.

Организация бронетанковой бригады:
- управление и штаб;
- 3 танковых батальона;
- самоходный артиллерийский дивизион;
- зенитный дивизион;
- разведывательная рота;
- инженерно-сапёрная рота;
- рота связи;
- рота РХБ защиты;
- рота материального обеспечения;
- ремонтная рота;
- медицинская рота.

Танковый батальон состоит из управления и штаба (2 танка), трёх танковых рот, взвода управления, взвода обеспечения, взвода техобслуживания. Танковая рота насчитывает 13 танков (танк командира роты, четыре взвода по три танка). Всего в батальоне 41 танк.

## Перспективы
По принятой в 2007 году программе «Вооружённые силы — 2014» к исходу 2014 года предусматривается сокращение численности СВ до 280—300 тысяч, одновременно с оснащением войск современными образцами ВВТ и средствами управления. Предполагается ликвидация двух полевых армий (3-й полевой и 4-й Эгейской), создание единого командования трёх видов вооружённых сил (СВ, ВВС и ВМС) и преобразование существующего Генерального штаба в соответствующий «объединённый» штаб (аналогичный американскому Объединённому комитету начальников штабов), которому будут подчинены командования видов ВС. На базе штабов 1-й полевой армии и 2-й полевой армии будут созданы командования Западной и Восточной групп войск, а вся территория Турции в военно-административном и оперативном отношении будет разделена на две части.
В последние годы численность Армии Турции сокращается на 10—20 тыс. человек в год, расформировываются многие соединения и части. Задача по борьбе с военными формированиями курдских сепаратистов целиком переложена на жандармерию, для чего она усиливается бронетехникой, передаваемой из состава СВ.

## Вооружение и военная техника

### Бронетехника
| Изображение                 | Тип           | Производство | Назначение                       | Количество                                                   | Примечания |
| Танки                       | Танки         | Танки        | Танки                            | Танки                                                        | Танки |
| --------------------------- | ------------- | ------------ | -------------------------------- | ------------------------------------------------------------ | --- |
|                             | Altay (Алтай) | Турция       | Основной боевой танк             | 250 будет произведено в первой партии массового производства | Первый танк «Алтай» будет передан Вооруженным силам Турции в 2023 году.                                                                   |
|                             | Leopard 2A4   | Германия     | Основной боевой танк             | 340                                                          | |
|                             | Leopard 1A3   | Германия     | Основной боевой танк             | 227                                                          | |
|                             | Leopard 1A4   | Германия     | Основной боевой танк             | 170                                                          | |
|                             | M60A1         | США          | Средний танк                     | 100                                                          | |
|                             | M60A3         | США          | Средний танк                     | 650                                                          | |
|                             | M60T          | США/ Израиль | Средний танк                     | 166                                                          | Танк M60T Sabra был модернизирован Турцией в 2020 году                                                                                    |
|                             | M48A5 T1/T2   | США          | Средний танк                     | 750                                                          | Также 2000 единиц M48A5T1 на хранении. Модификации для Турции M48A5T1 и M48A5T2                                                           |
| Боевые бронированные машины |               |              |                                  |                                                              | |
|                             | IFV Tulpar    | Турция       | Боевая машина пехоты             | 645                                                          | |
|                             | M113          | США          | Бронетранспортёр                 | M113A3T1/T2 M125A M106A M113TOW M118GZPT M88A2 Общий 3,638   | В 1993 году из немецких запасов было закуплено 187 единиц. Используется с некоторыми локальными переменными. Все они были модернизированы |
| Фото                        | AAPC          | Турция       | Бронетранспортёр                 | 823                                                          | |
| Фото                        | Otokar Akrep  |              | Разведывательный бронеавтомобиль | около 250                                                    | |
|                             | ARSV Cobra    | Турция       | Бронеавтомобиль                  | 800+                                                         | |
|                             | Cobra II      | Турция       | Бронеавтомобиль                  | 82                                                           | |
|                             | KIRPI         | Турция       | Бронеавтомобиль                  | ~650                                                         | |

### Артиллерия и ракетные комплексы
| Тип                               | Изображение       | Производство             | Назначение                               | Количество        | Примечания |
| Ствольные системы                 | Ствольные системы | Ствольные системы        | Ствольные системы                        | Ствольные системы | Ствольные системы |
| --------------------------------- | ----------------- | ------------------------ | ---------------------------------------- | ----------------- | --- |
| M52T                              |                   | США                      | 105-мм САУ                               | 365               | |
| M44T1                             |                   | США                      | 155-мм САУ                               | 150               | |
| М59                               |                   | США Германия             | 155-мм САУ                               | 362               | Впервые полученная из США в 1950-х годах, система устарела к 1990-м годам и в 1995 году началась программа модернизации, которая включала новую башню, цифровое командование и управление огнем; Он был модернизирован с установкой 155-мм пушки L39 вместо оригинальной 105-мм пушки и нового, более мощного немецкого дизельного двигателя, заменившего оригинальный бензиновый двигатель. |
| MKE Yavuz T-155                   |                   | Турция                   | 155-мм САУ                               | н/д               | |
| Т-155 «Фыртына»                   |                   | Республика Корея/ Турция | 155-мм САУ                               | ~353              | |
| MKE Yavuz T-155                   |                   | Турция                   | 155-мм САУ                               |                   | Установленный на пятиместном грузовике 6x6, «Явуз» сможет успешно поражать цели на расстоянии до 40 километров. Система, вмещающая 18 боеприпасов, сможет производить 4–6 выстрелов в минуту. Миномет оснащен полуавтоматической системой заряжания боеприпасов с электрическим приводом и электронным управлением. Система вооружения может запускать все типы боеприпасов калибра 155 мм, соответствующие стандартам НАТО. При полной загрузке максимальная скорость грузовика составляет 90 км/ч. |
| M107                              |                   | США                      | 175-мм САУ                               | 36                | |
| M110A2                            |                   | США                      | 203-мм САУ                               | 219               | |
| M101A1                            |                   | США                      | 105-мм гаубица                           | 75+               | |
| M114                              |                   | США                      | 155-мм гаубица                           | 517               | Модификации M114A1 и M114A2 |
| Panter                            |                   | Сингапур/ Турция         | 155-мм самодвижущаяся гаубица            | 255               | до 2012 года поставлено 255 единиц; Всего потребуется 400 |
|                                   |                   |                          |                                          |                   | |
| М115                              |                   | США                      | 203-мм гаубица                           | 162               | |
| T-122 «Сакарья»                   |                   | Турция                   | 122-мм РСЗО                              | 160               | |
| Реактивные системы залпового огня |                   |                          |                                          |                   | |
| M270 MLRS                         |                   | США                      | 227-мм РСЗО                              | 12                | |
| TR-300 «Касырга»                  |                   | Китай/ Турция            | 302-мм РСЗО                              | 50+               | |
| Тактические ракетные комплексы    |                   |                          |                                          |                   | |
| Tayfun                            |                   | Турция                   | Оперативно-тактический ракетный комплекс | н/д               | Ракета принята на вооружение в октябре 2023 года в ВС Турции. - Максимальная дальность: 561 км (возможно больше) - Вид топлива: многокомпонентное твердое - Максимальная скорость: возможно 5+М (делается вывод на основе того, что Bora способна достигать таких скоростей) |
| Bora                              |                   | Турция                   | Оперативно-тактический ракетный комплекс | 800+              | Прошла испытания и поступила на вооружение в мае 2018 года дальность от 80-280 |
| MGM-140 ATACMS                    |                   | США                      | Оперативно-тактический ракетный комплекс | н/д               | |
| J-600T «Йилдирим»                 |                   | Китай/ Турция            | Оперативно-тактический ракетный комплекс | н/д               | |
| Миномёты                          |                   |                          |                                          |                   | |
| M106A1                            |                   | США                      | Самоходный 106,7-мм миномёт              | 1264              | M106A1. Миномёт M30 на шасси M113 |
| HY-12                             |                   | Турция                   | 120мм калибр                             | 578               | |
| МКЭ HY1 - 12                      |                   | Турция                   | 120мм                                    |                   | 120-мм миномет HY1-12 — пехотное орудие, разработанное компанией MKE. Ствол у него нарезной. Имеет большую дальность стрельбы. Обладает высокой мобильностью и точностью. Это дульнозарядный миномет, стреляющий одиночными или автоматическими выстрелами. |
| Soltam M65                        |                   | Израиль                  | 120мм                                    | 179               | |
| М30                               |                   | США                      | 107мм                                    | 1265              | |
| MKE NT-1                          |                   | Турция                   |                                          | 3792              | Дальность 3800 м |
| M1/M29                            |                   | США                      | 81-мм миномёт                            | 3792              | |
| UT-1                              |                   | Турция                   | 81-мм миномёт                            | 3792              | |
| MKE Commando                      |                   | Турция                   | 60-мм                                    | 3500+             | Разработанный для турецких коммандос, MKE Commando имеет возможность переноски в руках и дальность стрельбы 1500 м |
| M19                               |                   | Турция США               | 60-мм                                    | 3500+             | |

### Противотанковое оружие
| Тип        | Изображение | Производство | Назначение                                   | Количество | Примечания |
| ---------- | ----------- | ------------ | -------------------------------------------- | ---------- | ---------- |
| М40A1      |             | США          | 106-мм безоткатное орудие                    | 2329       |            |
| М18        |             | США          | 57-мм безоткатное орудие                     | 923        |            |
| ACV-15 TOW | Фото        | США          | Самоходный противотанковый ракетный комплекс | 365        |            |
| Корнет-Е   |             | Россия       | Противотанковый ракетный комплекс            | н/д        |            |
| Eryx       |             | Франция      | Противотанковый ракетный комплекс            | н/д        |            |
| Милан      |             | ФРГ/ Франция | Противотанковый ракетный комплекс            | н/д        |            |
| Cobra      |             | /            | Противотанковый ракетный комплекс            | н/д        |            |

### Противовоздушная оборона
| Тип                                    | Изображение                            | Производство                           | Назначение                                                  | Количество                                   | Примечания |
| Переносные зенитные ракетные комплексы | Переносные зенитные ракетные комплексы | Переносные зенитные ракетные комплексы | Переносные зенитные ракетные комплексы                      | Переносные зенитные ракетные комплексы       | Переносные зенитные ракетные комплексы |
| -------------------------------------- | -------------------------------------- | -------------------------------------- | ----------------------------------------------------------- | -------------------------------------------- | --- |
| С 400                                  |                                        | Россия                                 | зенитная ракетная система (ЗРС) большой и средней дальности | 32 ПУ (4 дивизиона) по состоянию на 2024 год | В 2017 году Турция подписала соглашение с Россией о приобретении передовой системы противоракетной обороны С-400. Поставка завершена в 2019 году и позже, в настоящее время находится на складе.                                                                                     |
| Hisar-A                                |                                        | Турция                                 | ПВО ближнего действия                                       | 1+                                           | 6 заказов |
| Hisar-O                                |                                        | Турция                                 | ПВО средней дальности                                       | 1+                                           | |
| Hisar-U                                |                                        | Турция                                 | Система ПВО дальнего действия                               | 1+                                           | Ожидается, что на этой неделе ракета HİSAR-U , разработанная в стране система ПВО большой дальности, известная как одно из самых мощных видов оружия в арсенале турецких вооруженных сил, будет испытана в районе радиусом 850 километров в Черном море, сообщили местные СМИ. 2023г |
| Atilgan                                |                                        | Турция                                 | Установка с ПЗРК FIM-92 Stinger                             | 70                                           | |
| Zipkin                                 |                                        | Турция                                 | Установка с ПЗРК FIM-92 Stinger                             | 78                                           | |
| FIM-92 Stinger                         |                                        | США                                    | Переносной зенитный ракетный комплекс                       | 146                                          | |
| Зенитная артиллерия                    |                                        |                                        |                                                             |                                              | |
| M42A1                                  |                                        | США                                    | Зенитная самоходная установка                               | 262                                          | |
| Oerlikon GAI-D01                       |                                        | Канада                                 |                                                             | 439                                          | |
| GDF-001/GDF-003                        |                                        | Канада                                 |                                                             | 120                                          | |

### Инженерная и ремонтная техника
| Тип           | Изображение | Производство | Назначение                                  | Количество | Примечания                          |
| ------------- | ----------- | ------------ | ------------------------------------------- | ---------- | ----------------------------------- |
| M48 AEV       |             | Турция       | Инженерный танк                             | 12         | созданы Турцией на основе танка M48 |
| M113A2T2      |             | США          | Инженерный танк                             | н/д        | на основе M113                      |
| Leopard 1 ARV |             | Германия     | Бронированная ремонтно-эвакуационная машина | 12         | БРЭМ на базе Леопард 1              |
| M48T5 ARV     |             | Турция       | Бронированная ремонтно-эвакуационная машина | 105        | БРЭМ на базе M48                    |
| M88A1         |             | США          | Бронированная ремонтно-эвакуационная машина | 33         |                                     |
| Leugan        |             | Турция       | Мостоукладчик                               | 52         |                                     |
| Tamkar        |             | Турция       | Прицеп разминирования                       | н/д        |                                     |

### Армейская авиация
| Тип                | Изображение | Производство | Назначение                      | Количество | Примечания                                                                     |
| ------------------ | ----------- | ------------ | ------------------------------- | ---------- | ------------------------------------------------------------------------------ |
| Beech 200          |             | США          | Самолёт общего назначения       | 5          | используются как транспортные                                                  |
| Cessna 185         |             | США          | Самолёт общего назначения       | 30         | используются как транспортные                                                  |
| Cessna 421         |             | США          | Самолёт общего назначения       | 3          | используются как транспортные                                                  |
| Cessna T182        |             | США          | Самолёт общего назначения       | 45         | используются как тренировочные                                                 |
| Cessna T-41D       |             | США          | Самолёт общего назначения       | 25         | используются как тренировочные                                                 |
| T-42A              |             | США          | Самолёт общего назначения       | 4          | используются как тренировочные                                                 |
| Bell AH-1          |             | США          | Ударный вертолёт                | 40         | 18 AH-1P; 12 AH-1S; 6 AH-1W; 4 TAH-1P                                          |
| Agusta T 129A      |             | Италия       | Ударный вертолёт                | 9          |                                                                                |
| Hughes 300C        |             | США          | Лёгкий вертолёт                 | 28         |                                                                                |
| Bell OH-58         |             | США          | Многоцелевой вертолёт           | 3          | используются как разведывательный/наблюдательный                               |
| AS.532UL           |             | Франция      | Многоцелевой вертолёт           | 30         | используются как транспортные                                                  |
| Sikorsky S-70A     |             | США          | Многоцелевой вертолёт           | более 50   | используются как транспортные                                                  |
| Bell 204/205       |             | США          | Многоцелевой вертолёт           | 76         | 64 Bell 205A (AB-205A) и 12 Bell 204B (AB-204B), используются как транспортные |
| Bell 205 (UH-1H)   |             | США          | Многоцелевой вертолёт           | около 45   | используются как транспортные                                                  |
| Bell 206           |             | США          | Многоцелевой вертолёт           | 20         | используются как транспортные                                                  |
| Exercit Falcon 600 |             | Турция       | Беспилотный летательный аппарат | н/д        |                                                                                |
| Bayraktar TB2      |             | Турция       | Беспилотный летательный аппарат | 33         |                                                                                |
| CL-89              |             | Канада       | Беспилотный летательный аппарат | н/д        |                                                                                |
| GNAT               |             | США          | Беспилотный летательный аппарат | н/д        |                                                                                |
| IAI Harpy          |             | Израиль      | Беспилотный летательный аппарат | н/д        |                                                                                |

### Средства раззведки и целеуказания
| Тип       | Изображение | Производство | Назначение                 | Количество | Примечания |
| --------- | ----------- | ------------ | -------------------------- | ---------- | ---------- |
| AN/TPQ-36 |             | США          | РЛС контрбатарейной борьбы |            |            |

## Знаки различия

### Генералы и офицеры
| Турция                |                       |                                               |                                               |                                    |                                    |                                     |                                     |                                       |                                       |                                     |                                     |                        |                        |                            |                            |                      |                      |                        |                        |                                   |                                   |                         |                         |                                   |                                   |
| Маршал (тур. Mareşal) | Маршал (тур. Mareşal) | Начальник Генштаба (тур. Genelkurmay Başkanı) | Начальник Генштаба (тур. Genelkurmay Başkanı) | Армейский генерал (тур. Orgeneral) | Армейский генерал (тур. Orgeneral) | Корпусной генерал (тур. Korgeneral) | Корпусной генерал (тур. Korgeneral) | Дивизионный генерал (тур. Tümgeneral) | Дивизионный генерал (тур. Tümgeneral) | Бригадный генерал (тур. Tuğgeneral) | Бригадный генерал (тур. Tuğgeneral) | Полковник (тур. Albay) | Полковник (тур. Albay) | Подполковник (тур. Yarbay) | Подполковник (тур. Yarbay) | Майор (тур. Binbaşı) | Майор (тур. Binbaşı) | Капитан (тур. Yüzbaşı) | Капитан (тур. Yüzbaşı) | Старший лейтенант (тур. Üsteğmen) | Старший лейтенант (тур. Üsteğmen) | Лейтенант (тур. Teğmen) | Лейтенант (тур. Teğmen) | Младший лейтенант (тур. Asteğmen) | Младший лейтенант (тур. Asteğmen) |

### Сержанты и солдаты
| Турция |                                                         |                                                         |                                                 |                                                 |                                                 |                                         |                                               |                                              |                                   |                                    |                                    |                      |                      |                                    |                                    |                      |                      | Нет изображения   | Нет изображения   |                   |
| Турция | Главный мастер-сержант (тур. Astsubay kıdemli başçavuş) | Главный мастер-сержант (тур. Astsubay kıdemli başçavuş) | Старший мастер-сержант (тур. Astsubay başçavuş) | Старший мастер-сержант (тур. Astsubay başçavuş) | Мастер-сержант (тур. Astsubay kıdemli üstçavuş) | Техник сержант (тур. Astsubay üstçavuş) | Главный сержант (тур. Astsubay kıdemli çavuş) | Сержант первого класса (тур. Astsubay çavuş) | Старшина (тур. Astsubay astçavuş) | Старший сержант (тур. Uzman çavuş) | Старший сержант (тур. Uzman çavuş) | Сержант (тур. Çavuş) | Сержант (тур. Çavuş) | Старший капрал (тур. Uzman onbaşı) | Старший капрал (тур. Uzman onbaşı) | Капрал (тур. Onbaşı) | Капрал (тур. Onbaşı) | Рядовой (тур. Er) | Рядовой (тур. Er) | Рядовой (тур. Er) |